# Pierre le Bibliothécaire
Pierre le Bibliothécaire (en latin : Petrus Bibliothecarius) est un chroniqueur français de la deuxième moitié du IXe siècle, auteur d'une histoire abrégée des Francs.
Auteur mal connu, il écrit à la fin du IXe siècle une histoire abrégée des Francs intitulée Historia Francorum abbreviata, connue également sous le nom d'Historia Gallorum, ab anno 715 ad 898. Selon Auguste Molinier, il s'agit d'un mauvais extrait des Annales Fuldenses, avec quelques additions.